# تینی، ایرلند
تینی، ایرلند (به انگلیسی: Tynagh) یک منطقهٔ مسکونی در ایرلند است که در شهرستان گالوی واقع شده‌است.

## خصوصیات
تینی ۸۵ متر بالاتر از سطح دریا واقع شده‌است.